# ミラード邸

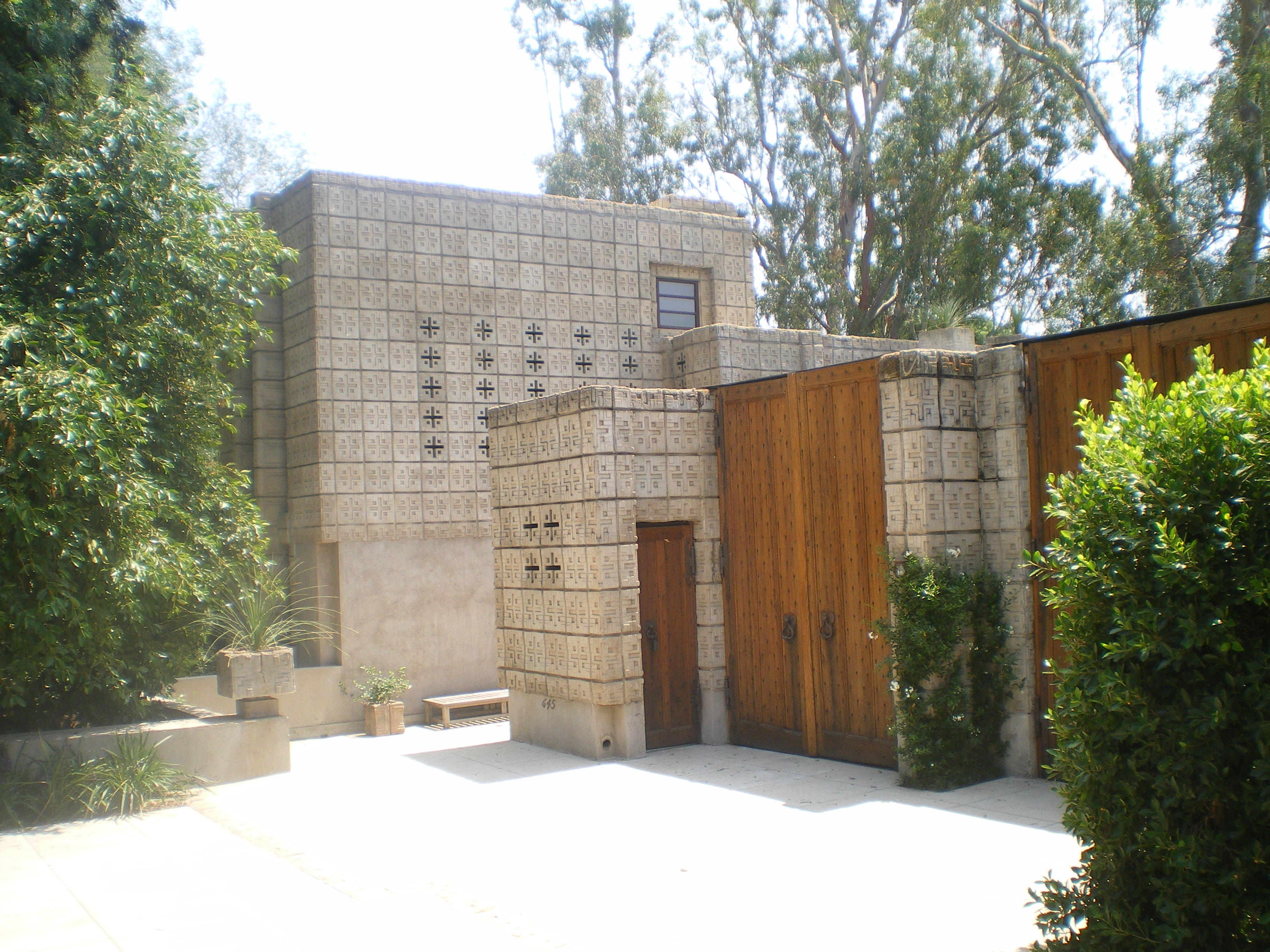
ミラード邸 正門
（2008年7月撮影）

ミラード邸（英語：Millard House, 別名La Miniatura）は、アメリカの建築家フランク・ロイド・ライトによって設計され、1923年に建てられた邸宅である。

## 概要
カルフォルニア州のパサデナに、希少本ディーラー、ジョージ・ミラードの未亡人で、アンティークの輸入家具商をしていたアリス・ミラードの邸宅として建てられた。ライトは1906年にもイリノイ州でミラード夫妻のためにプレーリー・スタイルの家を手掛けている。
パサデナのこの新居は、ライトが提唱したユーソニアン・ハウスの初期の作品のひとつで、彼が考案したテキスタイル・ブロック（textile block）と呼ばれるコンクリート製ブロックを使った工法で建てられている。竣工当初は、誰が大金を出してコンクリートの家に住みたがるのか、と嘲笑されたが、1970年代ごろから評価が劇的に上がった。ライトによるテキスタイル・ブロック工法の家は　ミラード邸をはじめとしてロサンゼルス周辺に4つあるが、現在はライトの重要な作品のひとつとして、いずれもアメリカ合衆国国家歴史登録財に指定されている（他の3つは、Ennis House、Storer House、Samuel Freeman House）。
ミラード邸のあるパサデナの高級住宅地プロスペクト・クレセント通り には当時、人気建築家による家が多数あり、ここに土地を手に入れたアリスは、知り合いのライトに設計を打診した。ライトはバーンズドール邸（1917年）と帝国ホテル（1923年）で鉄筋コンクリート工法を試しており、その進化形としてテキスタイル・ブロックを使いたいと申し出た。また、のちの落水荘同様、水辺を取り入れた起伏のある設計を提案し、アリスに土地の買い替えを勧めた。アンティーク家具の輸入業を始めていたアリスは彼女の好みである装飾的な暖炉や木の扉、デルフト・タイルなどを使うことを条件にすべてを快諾した。ライトは喜んで、設計料を値引きしたが、最終的には予定の倍近くの工費がかかった。
1926年には、書斎兼ゲストルームとしてロイド・ライト（フランク・ライトの息子）の設計による小さなスタジオが敷地内に建てられた。
現在は建築コレクターのCMプロデューサーが所有しているが、2009年から売りに出ている。当初1500万ドルで市場に出たが、買い手が見つからず、2012年に4,495,000ドルに値下がりし、2014年現在は400万ドルを切っている。
美しく、貴重な建造物であるにもかかわらず、何年も買い手が現れないのは、他の3つのテキスタイル・ブロックの家に比べてミラード邸は鉄筋が少なく、悪名高い雨漏り（ライト設計の家でしばしば見られた欠陥）のせいで、鉄筋が錆びてコンクリート・ブロックにまで影響が出ているためではないかと見られている。現地を訪れたライトの孫で建築家のエリック・ロイド・ライトも、構造的な問題を指摘している。

## 構成
沢のある約400平米の敷地の中に、本館と別館、池のある庭がある。本館は3階建てで、寝室と浴室が各4つ、台所が2つ、居間、食堂、車庫が各1つずつ。高低差のある地形をそのまま生かしたフロア構成や、部屋から直接庭に出られる大きく開放的な窓など、ライトならではの自然と調和したデザインが特徴である。

## ギャラリー

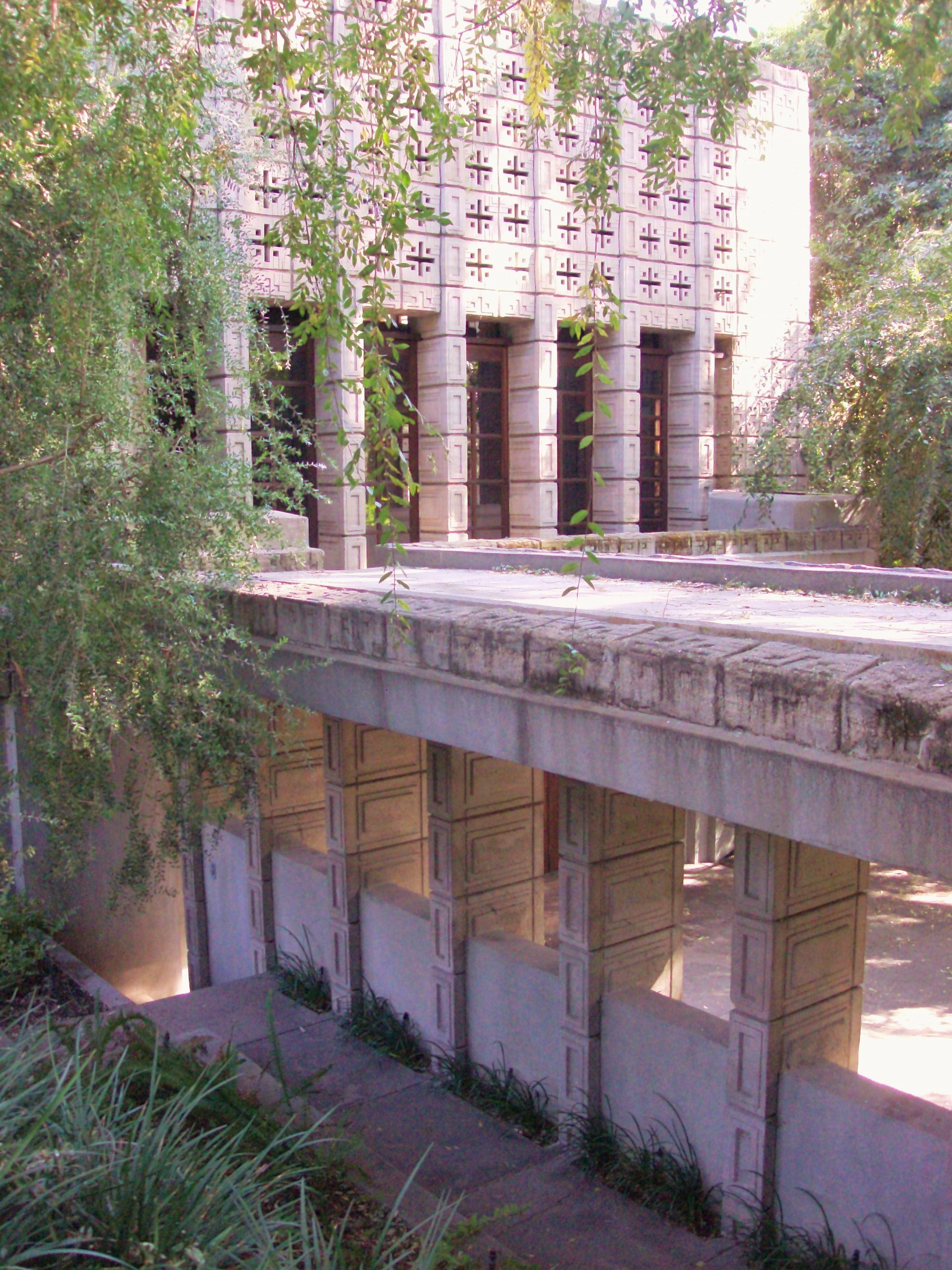
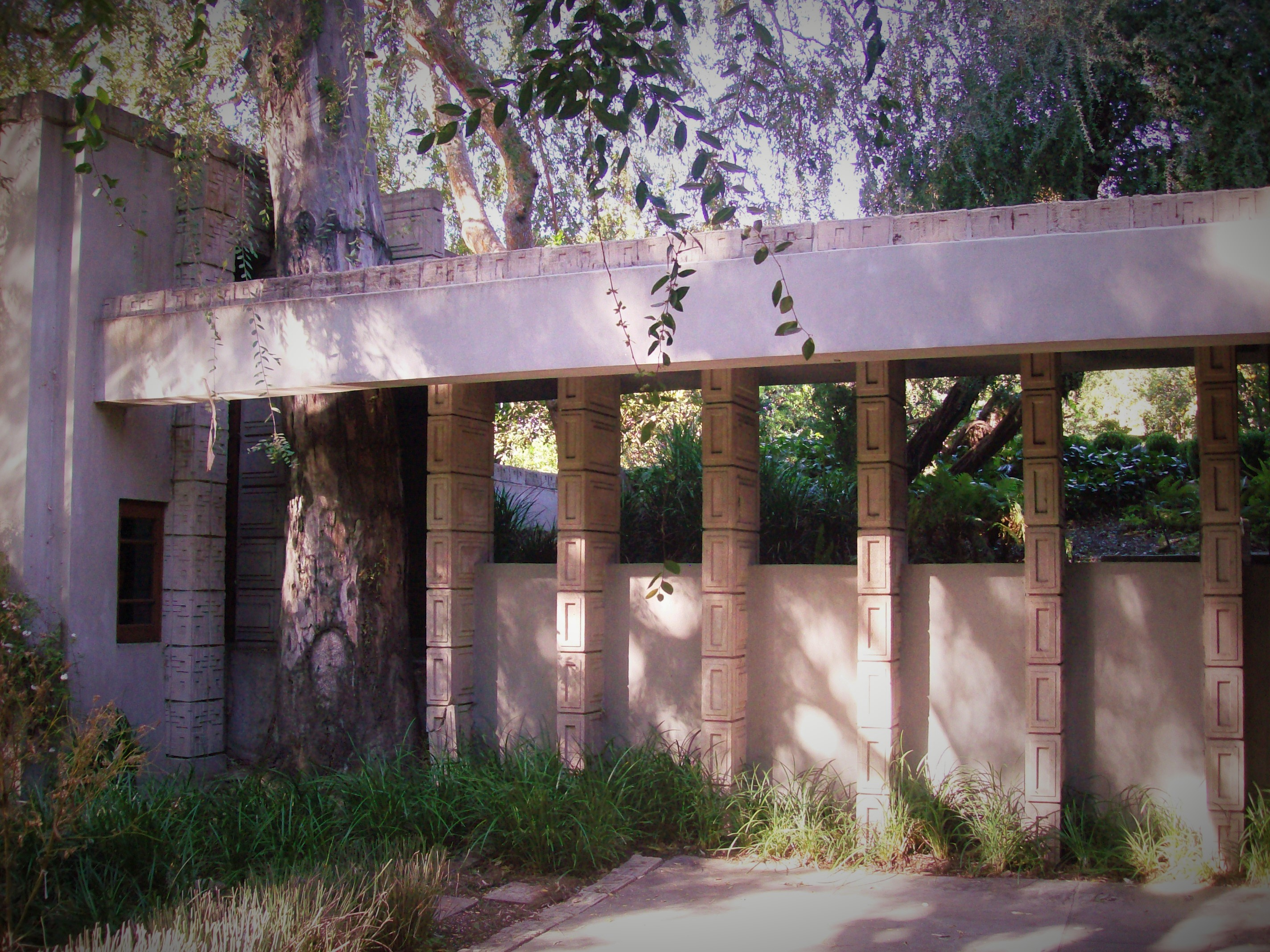
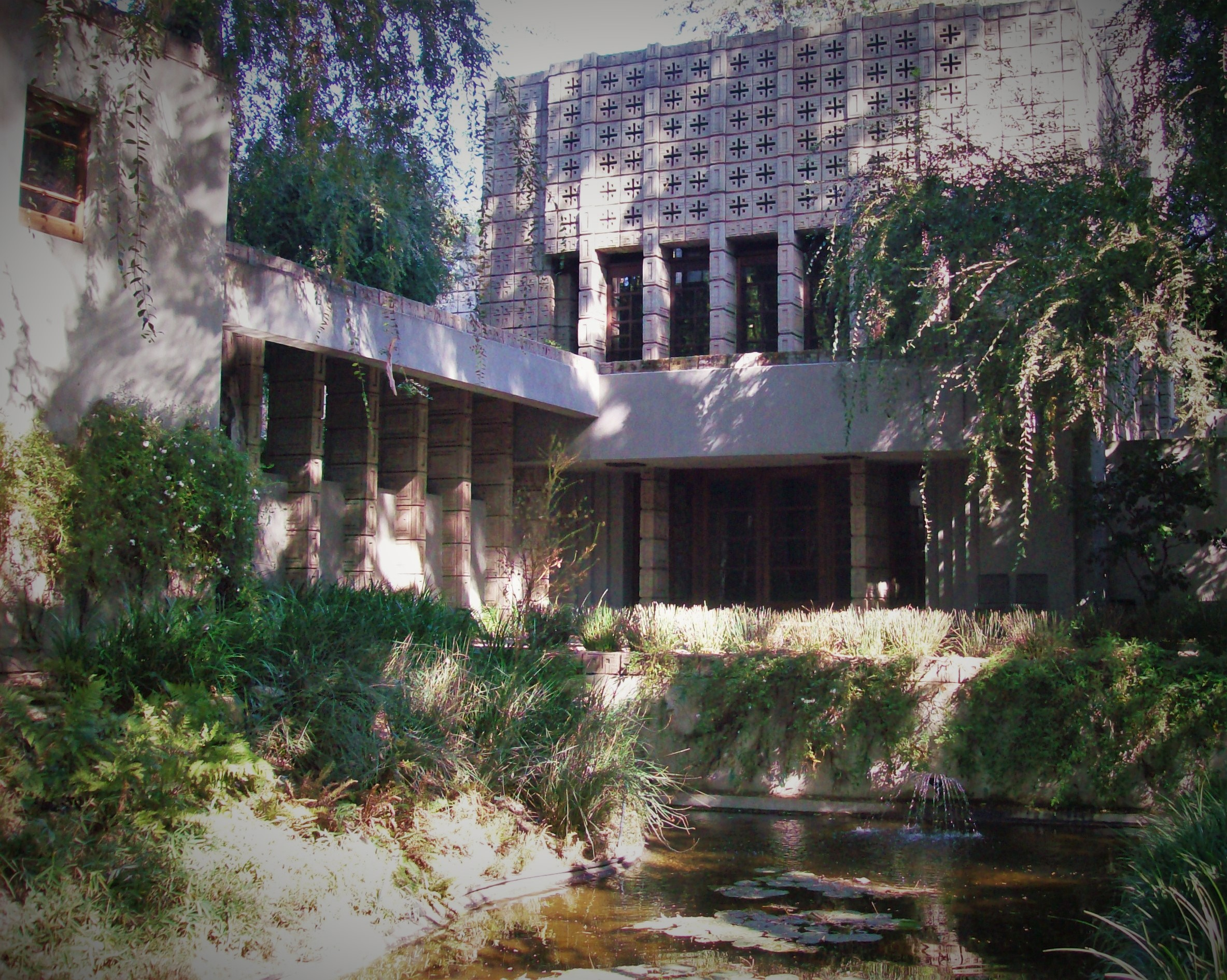
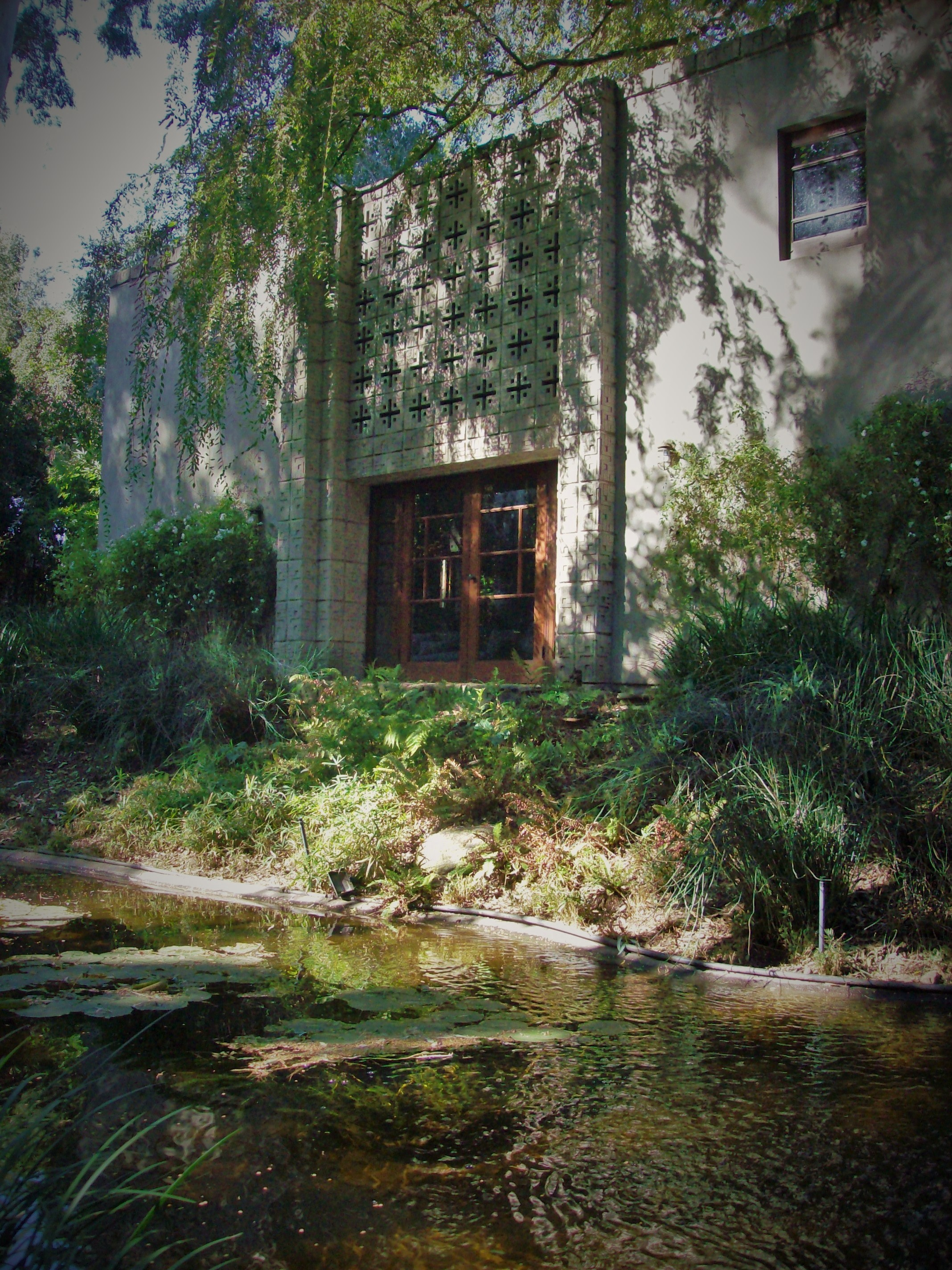
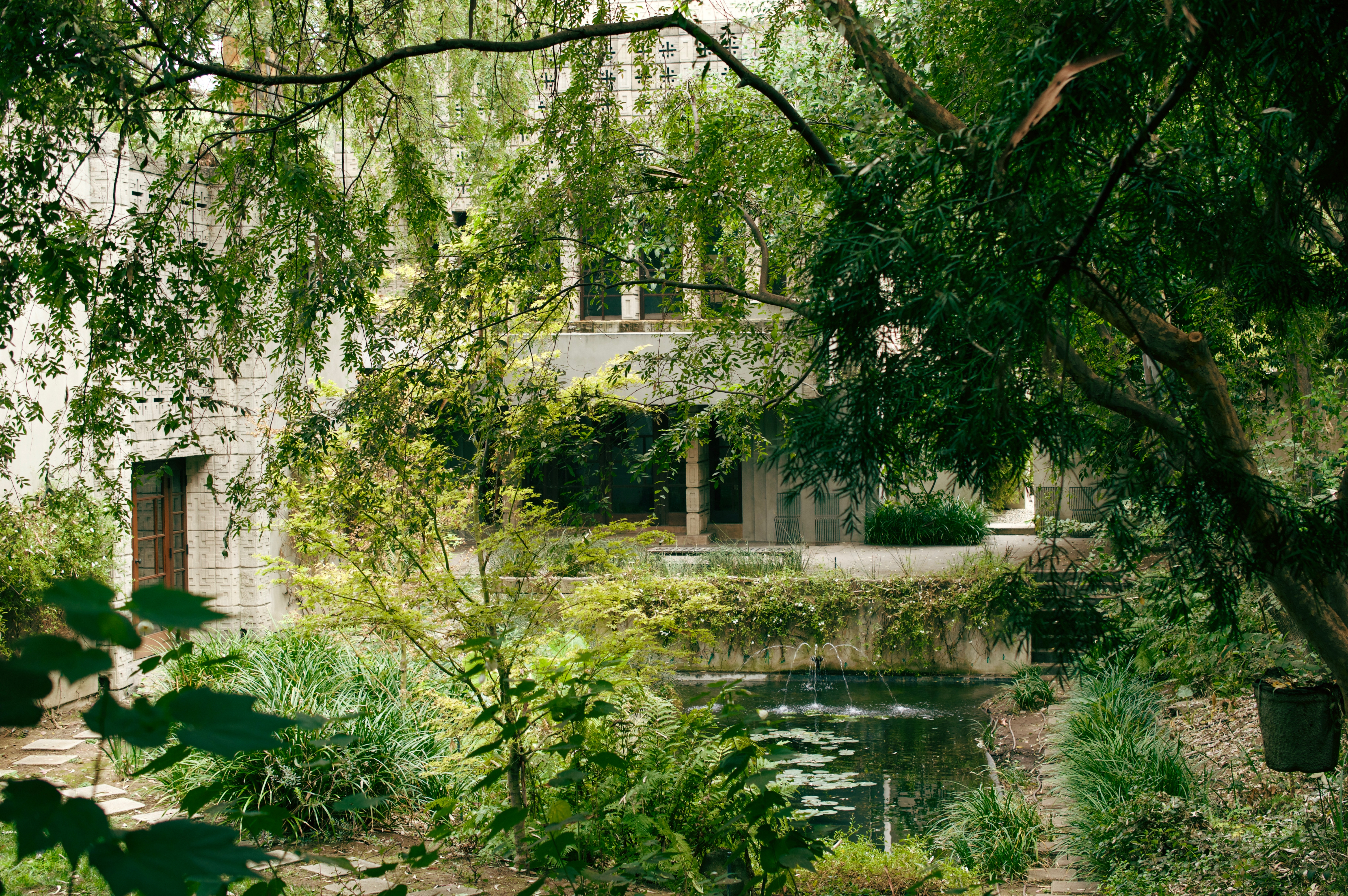
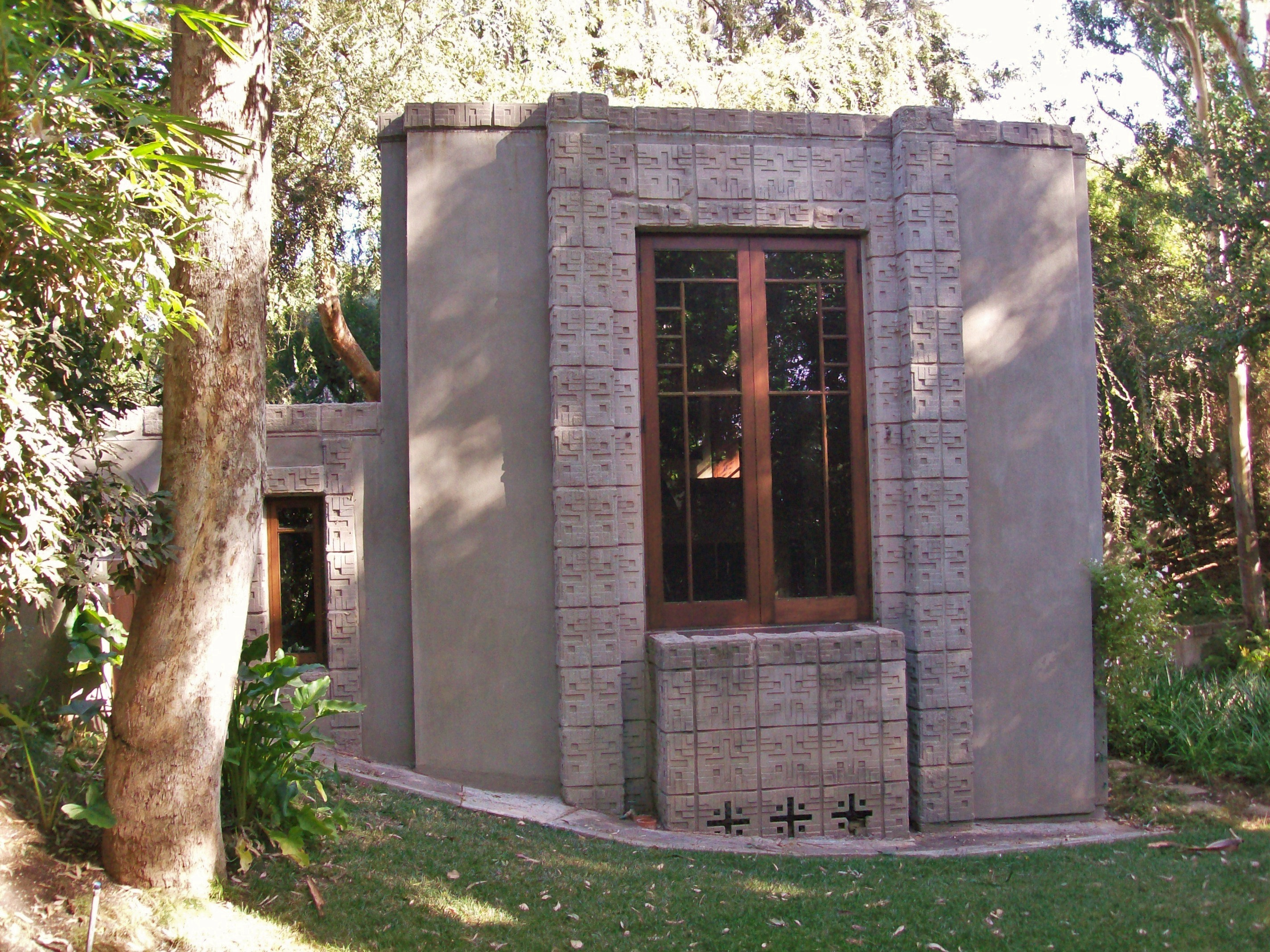
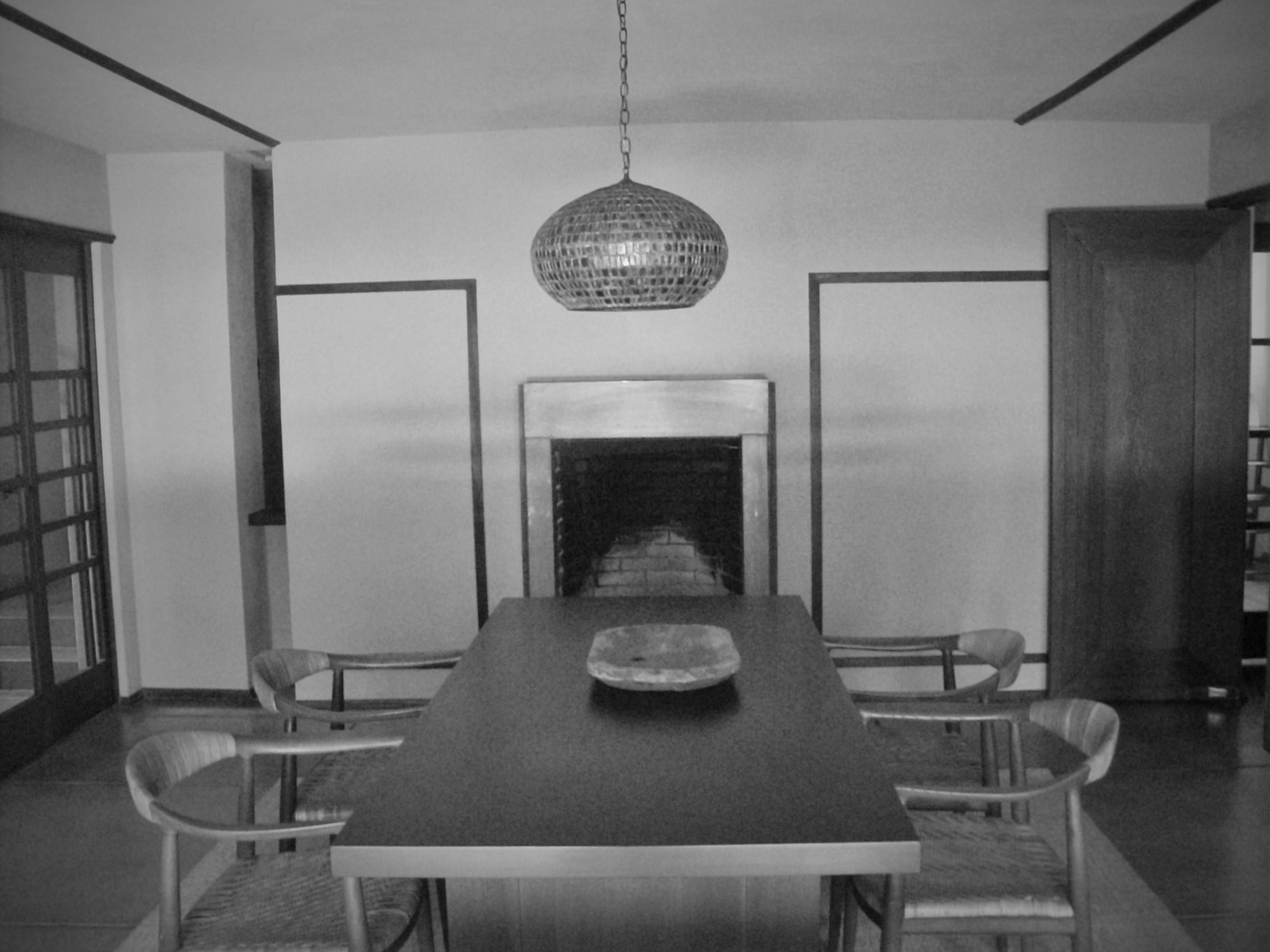